# Antarctic Heritage Trust (Nova Zelândia)
O Antarctic Heritage Trust da Nova Zelândia (AHT-NZ) é uma organização fundada em 1987 o membro mais antigo do Antarctic Heritage Trust. O AHT-NZ é uma instituição independente de caridade com sede em Christchurch, na Nova Zelândia. Foi criada com o intuito de cuidar de locais de importância histórica no contexto da Idade Heróica da Exploração da Antártida localizados na região do mar de Ross, na Antárctida.
Os locais que a AHT-NZ supervisiona são: quatro acampamentos-base dos primeiros exploradores como Robert Falcon Scott, Ernest Shackleton e Carsten Borchgrevink. Os patronos da AHT-NZ incluem o Governador Geral da Nova Zelândia e Sir Edmund Hillary. A instituição é administrada por um conselho constituído por vários membros de agências e organizações internacionais. 